# Nördliche Koralleninseln
Nördliche Koralleninseln (engl. Northern Coral Group) ist eine Sammelbezeichnung für jene Inseln der Republik der Seychellen, die zwar innerhalb der Seychellen-Bank liegen, jedoch nicht wie die Hauptinseln aus Granit bestehen, sondern korallinen Ursprungs sind. Zu den Nördlichen Koralleninseln zählen folgende zwei Inseln:
- Bird Island (Île aux Vaches)
- Denis Island (Île Denis)

Da sie am nördlichen Rand der Seychellen-Bank liegen, stellen sie zugleich die nördlichsten Inseln der Republik der Seychellen dar.